# Фоссачезия
Фоссачезия (итал. Fossacesia) — коммуна в Италии, в области Абруцци, в провинции Кьети.
Население — 5692 чел. (на 2004 год), плотность населения составляет 177 чел./км². Занимает площадь 30 км². Почтовый индекс — 66022. Телефонный код — 0872.
Покровитель населённого пункта — святой Донат из Ареццо. Праздник ежегодно проводится 7 августа.